# Vilamor (pel·lícula)
Vilamor és una pel·lícula gallega dirigida per Ignacio Vilar que fou estrenada el 2012 i rodada als Ancares, A Fonsagrada i Negueira de Muñiz. La pel·lícula es va estrenar a la ciutat de Lugo el 30 de març el 2012. És la quarta pel·lícula en gallec més vista de la història, amb 42.459 espectadors als cinemes després del seu llançament.

## Argument
El 1976, després del final del règim franquista, Breixo vivia amb la seva família en un poble idíl·lic i aïllat i es preparava per convertir-se un dia en el sacerdot del poble de Seoane do Courel. Un dia coneix els membres d'una comuna hippie que s'ha establert als afores del seu poble i que aviat es deixa seduir pel seu estil de vida. Després decideix col·laborar amb ells per recuperar les cases abandonades de Vilamor i crear una nova forma de vida basada en el treball de la terra, el contacte amb la natura i l’absència de propietat privada. Però tot es complica quan Breixo s’enamora bojament de Sonia, una de les noies de la comuna. No accepta l'amor lliure, ni les drogues ni l'ateisme. Amb molta llàstima, deixa el seu poble. Trenta-tres anys després, convertit en un escriptor famós i amb els seus ideals amagats en algun racó de la seva memòria, Breixo torna al lloc on va viure els millors anys de la seva vida.

## Caràcters
- Rubén Riós com Breixo, un seminarista que torna al seu poble, Seoane, per passar les vacances, a l'estiu, quan els comuners s’instal·len al proper poble de Vilamor. L'experiència de conèixer-los farà que tot canviï per ell.
- Sabela Arán com Sonia, una de les comuneres que es van establir al poble de Vilamor. És una de les més preparades políticament, la que lluita més per consolidar la comuna. Partidari de l'amor lliure, però no de la propietat privada.
- Xoel Yáñez com a Hermes, un noi de bona família, rebel i interessat en les herbes medicinals.
- Tamara Canosa com Helena, un altre dels habitants de la comuna. També creu en l'amor lliure i aplica els seus principis d'eludir els compromisos fins a les darreres conseqüències. Es queda embarassada a la comuna i no sap de qui és el nen ni li importa. L’únic que queda clar és que naixerà a Vilamor, a les aigües del riu.
- Paulo Serantes com Froilán és el líder de la comuna, tothom l'obeeix. Fins i tot si hi ha conflictes amb ell, els altres acaben fent el que diu, per molt assembleari que sigui el seu sistema. Al cap i a la fi, Froilán és el més pragmàtic de tots.
- Sheyla Fariña com Elsa. Treballadora i molt preocupada per la seva família, el personatge d’Elsa guanyarà protagonisme dins de les relacions que s’han establert entre els comuners des de la seva arribada a les terres dels Ancares.
- Deborah Vukusic com Comba. Ella i Bento són els més combatius, els iniciadors del moviment que ara ocupa edificis buits i cases abandonades.
- Marcos Pereiro com Alan. L'Alan és tímid i té problemes amb l'amor lliure que practiquen moltes noies de la comuna.
- Uxía González com Cora. És una de les més combatives de la comuna i té les idees clares.
- Carlos Villaverde com Uxío. És l'enginyer, l'arquitecte de tots els avenços tècnics de la comuna, des del mall per treballar el ferro fins als ruscs per produir mel.
- Marta Lado com Adelaida. És de les poques que té clara la seva maternitat, cosa que molts no valoren gaire a la comuna.
- Rubén Prieto Tomé com Brais. És un pare responsable que té cura de la seva filla.
- Santi Romay com Bento. Ell i més Comba són els més conflictius, els iniciadors del moviment que ara ocupa edificis buits i cases abandonades.
- María Roja com Catuxa. És una altra de les comuneres que s'instal·len al poble de Vilamor. A la seva convicció ideològica s'afegeix un caràcter alegre i una mica desenfadat. El seu esperit conciliador la porta a fugir de tot conflicte: quedar-se en un segon pla, aposta pel somriure.
- Luís Iglesia Besteiro com Breixo (ancià).
- Belén Constenla com Sonia (anciana).
- Manuel Lourenzo com Don Aurelio. És el rector de Seoane, un sacerdot passat de moda que té moltes esperances en Breixo, però que no recolza la presència dels comuners a Vilamor.
- Mela Casal com Anuncia. Dona misteriosa, és la metzinera de la zona. Coneix tots els secrets de les plantes, cosa que interessarà molt a Hermes.
- Mayka Braña com Amalia, és la mare de Breixo, i vol una vida millor per ella i muntar una botiga a Santiago.
- César Cambeiro com Baltasar. És el pare de Breixo, propietari de la botiga de queviures Seoane, i molt arrelat al seu poble.
- Sheila Carbia com Navia, la germana petita de Breixo i la seva còmplice a l'hora d'ajudar els habitants de la comuna
- Jorge Taboada com Martiño, fill d'Elsa.
- Noa Rodríguez com Noa, filla d'Adelaida.

## Galeria d'esdeveniments promocionals i actors de la pel·lícula

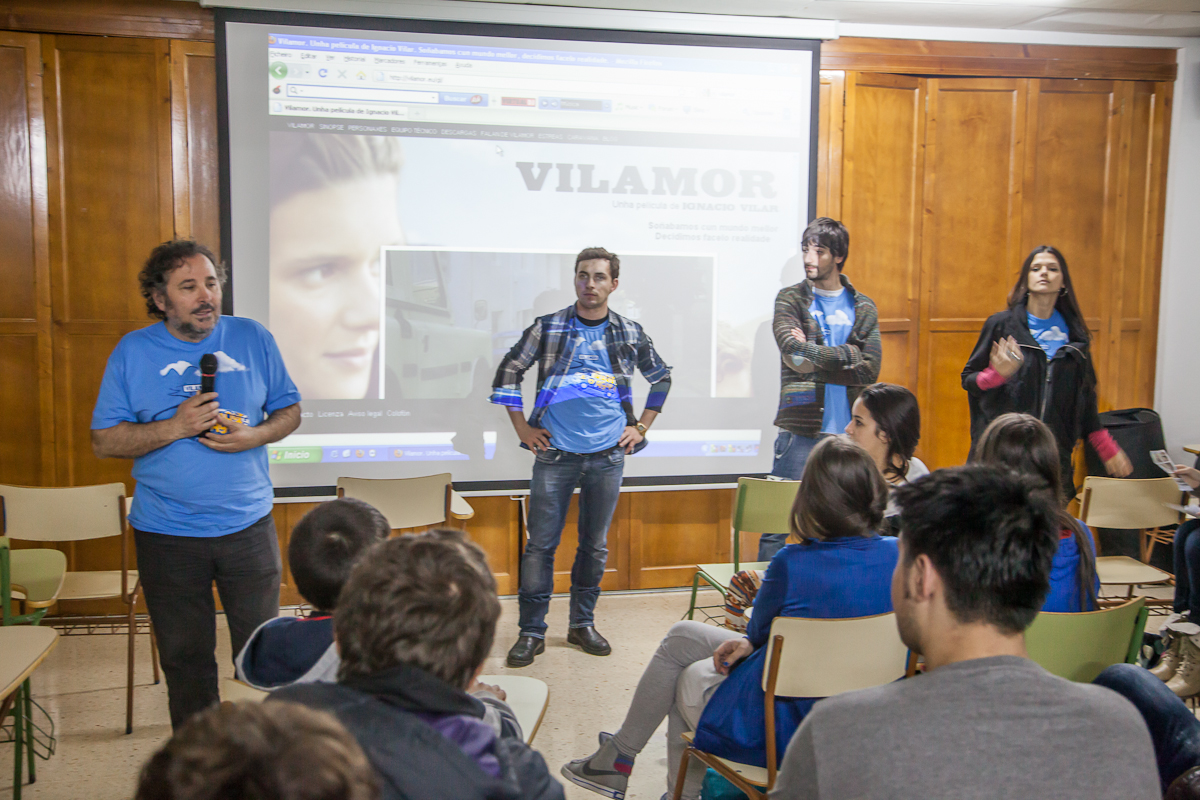
Ignacio Vilar, Rubén Riós, Sabela Arán
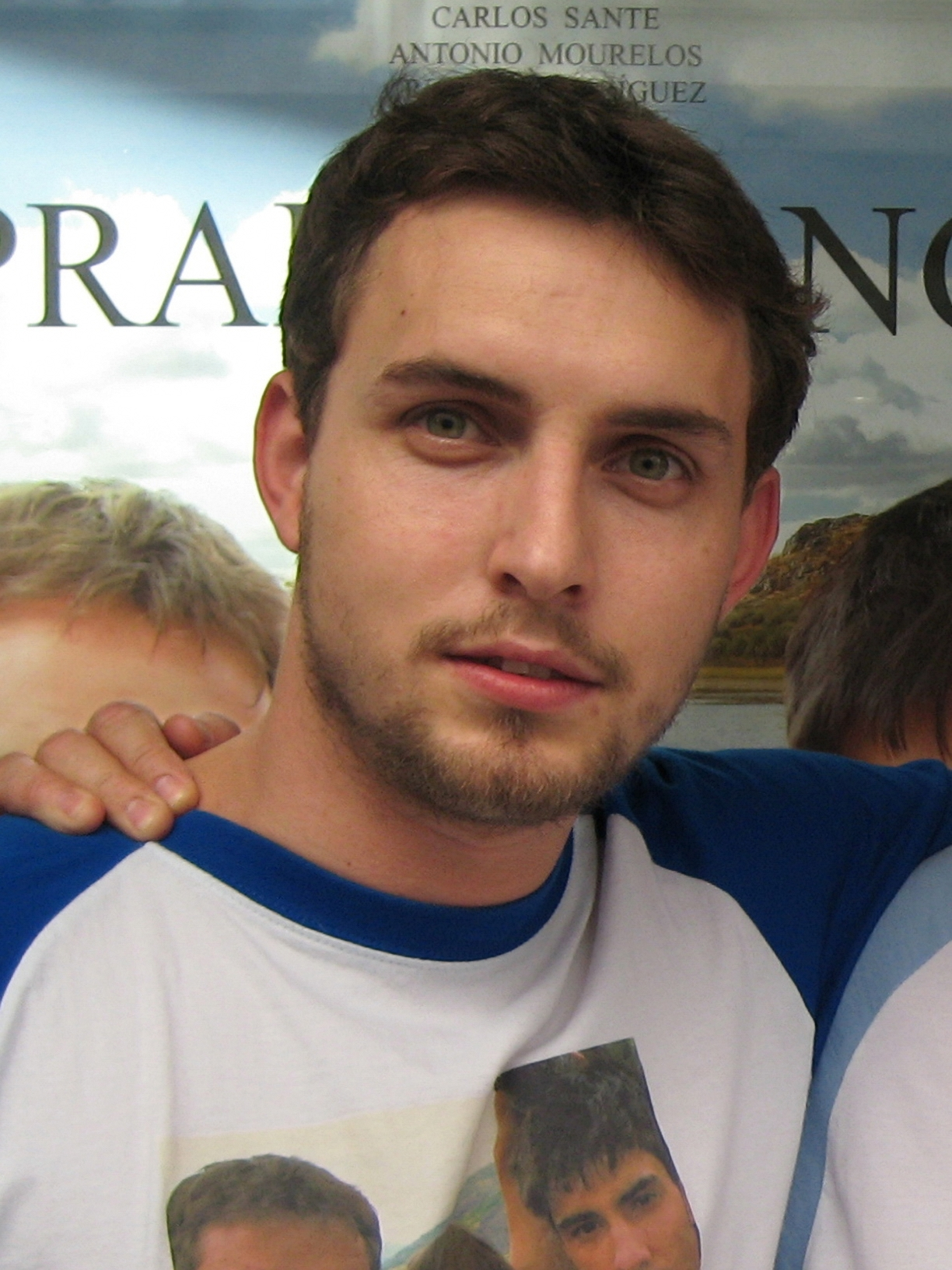
Rubén Riós
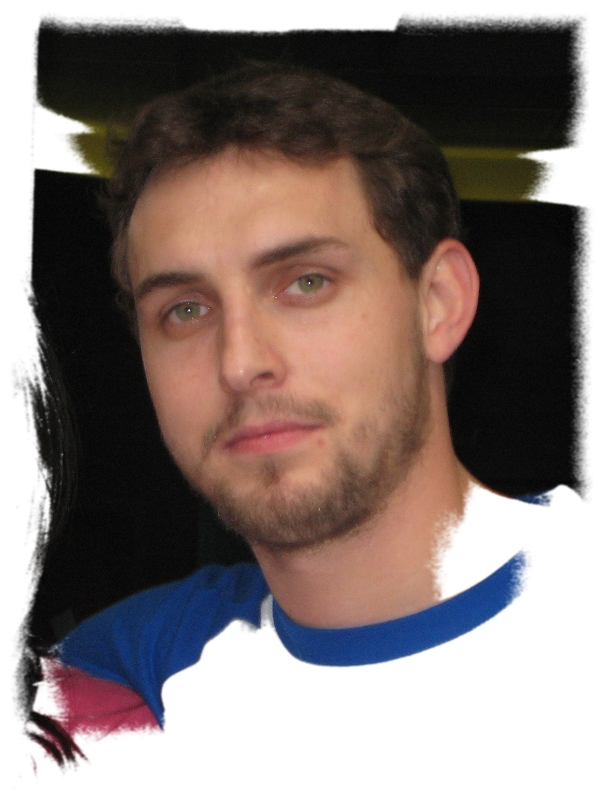
Rubén Riós
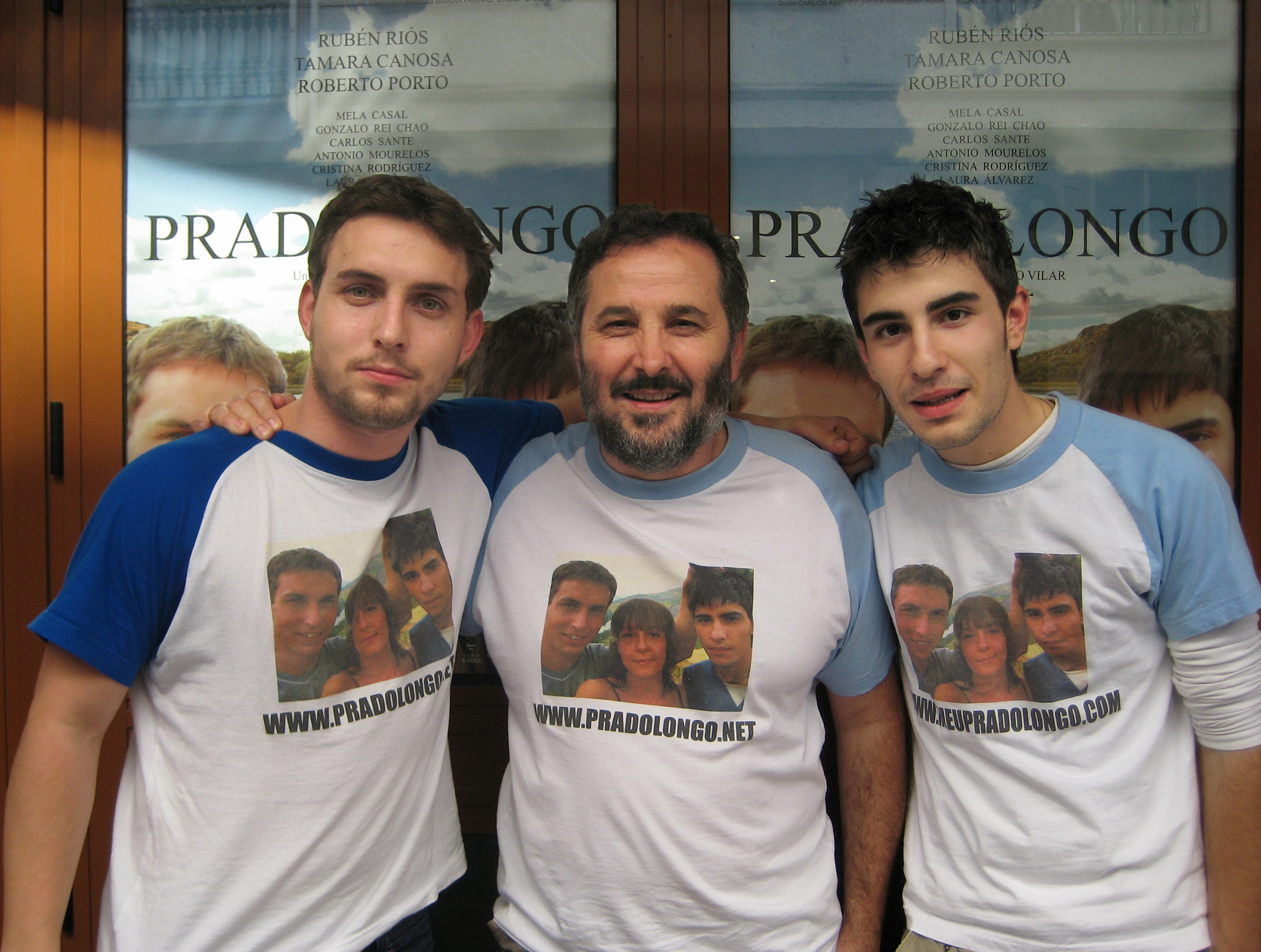
Rubén Riós, Ignacio Vilar i Roberto Porto
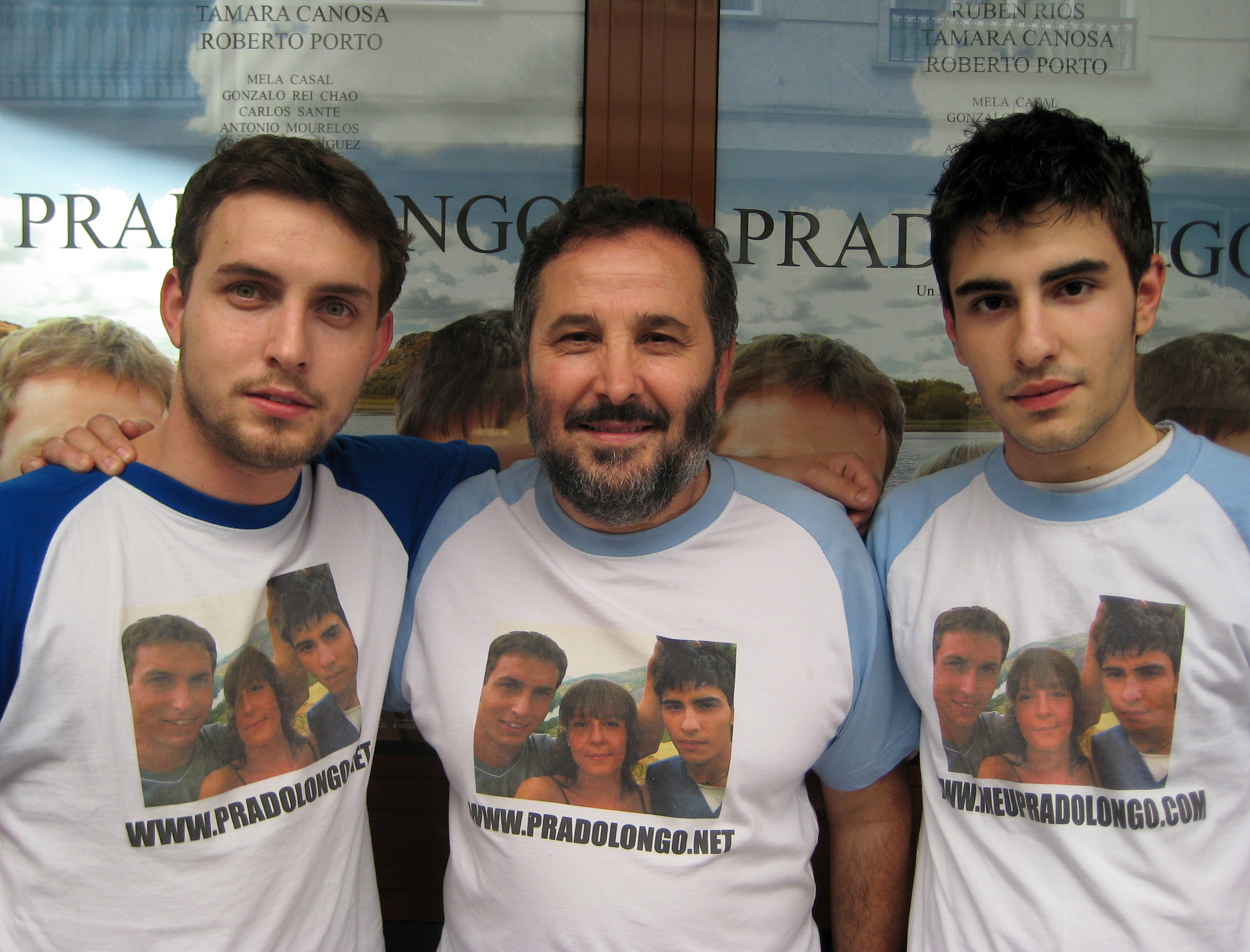
Rubén Riós, Ignacio Vilar i Roberto Porto
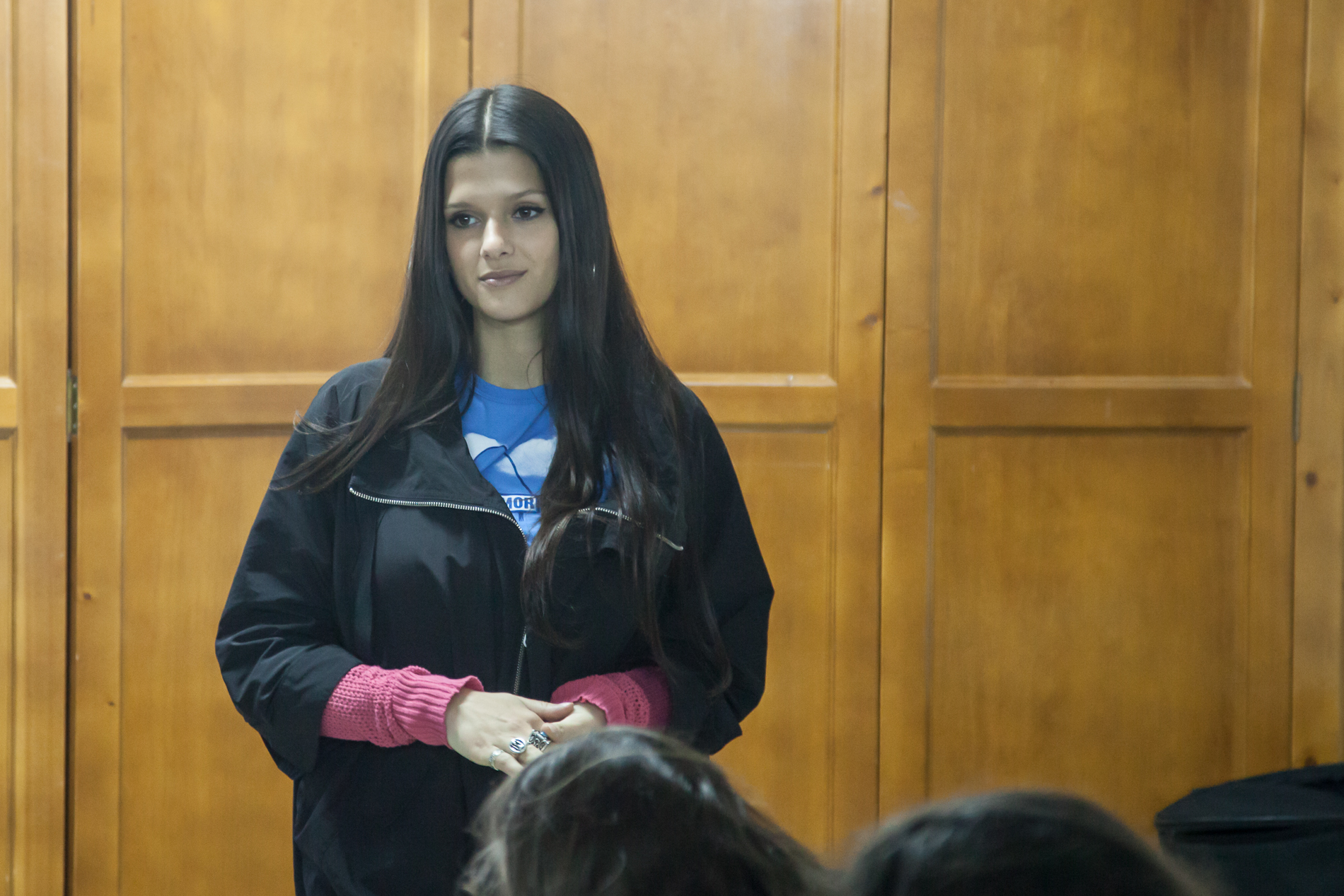
Sabela Arán
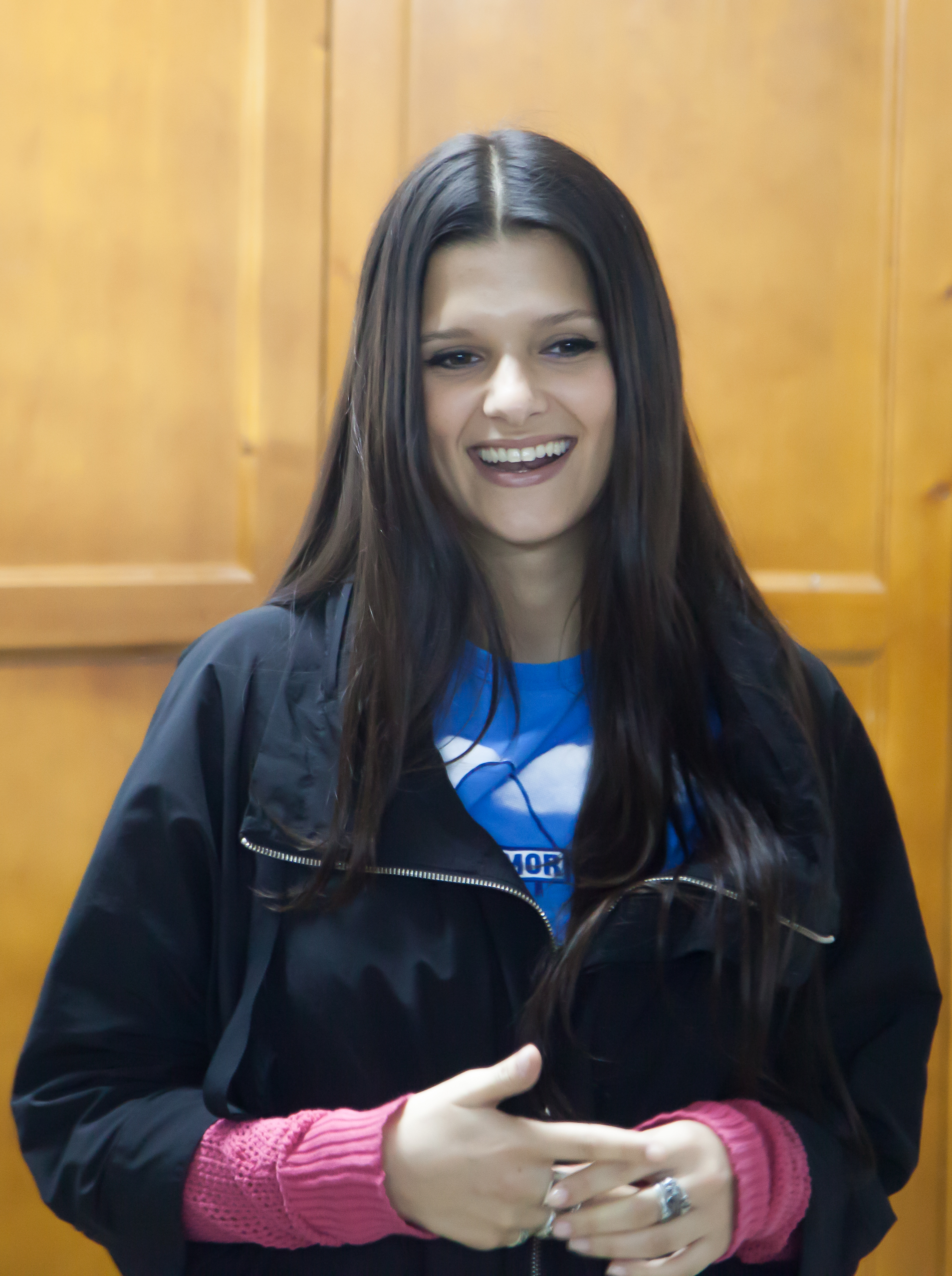
Sabela Arán
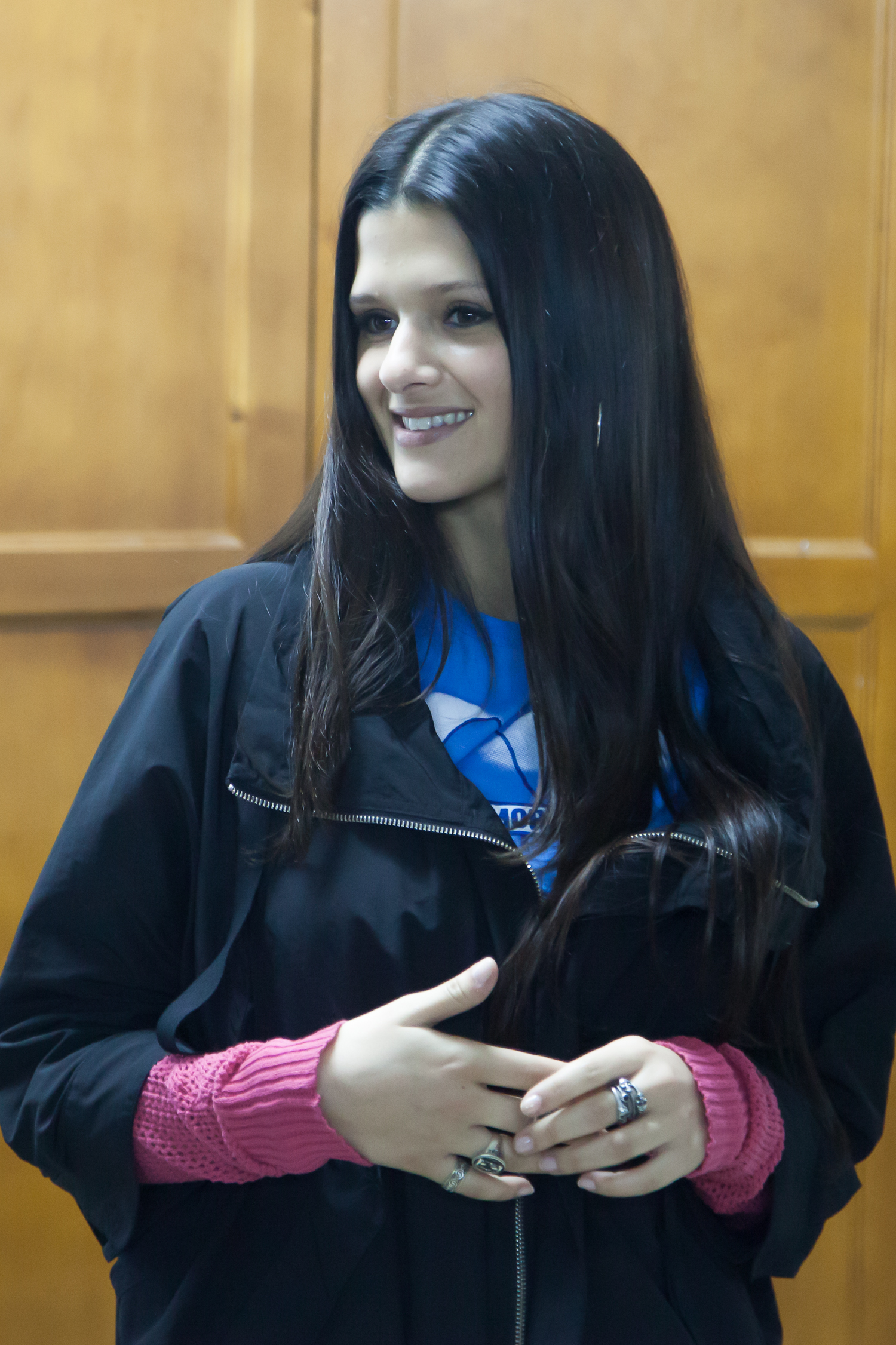
Sabela Arán
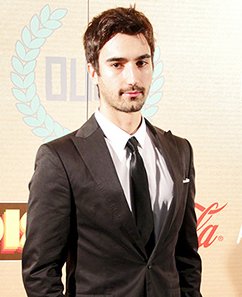
Xoel Yáñez
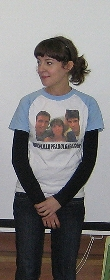
Tamara Canosa
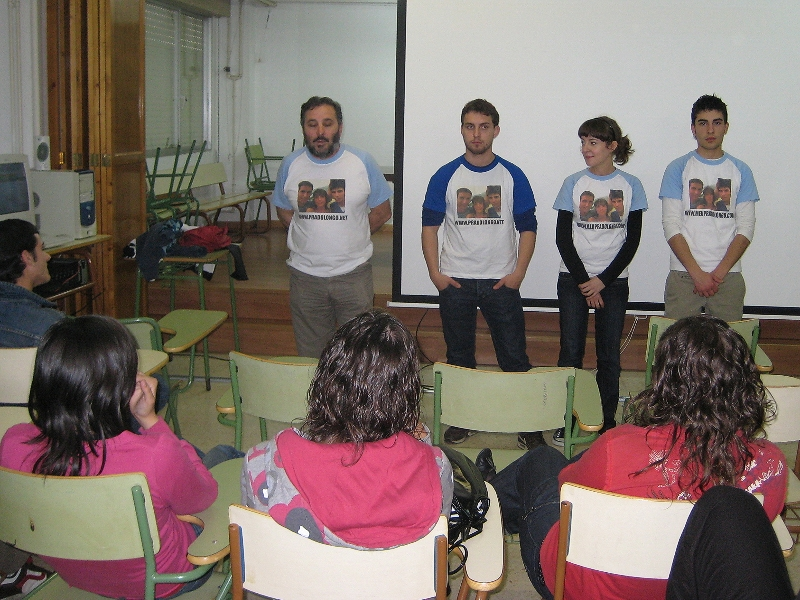
Ignacio Vilar, Rubén Riós, Tamara Canosa i Roberto Porto
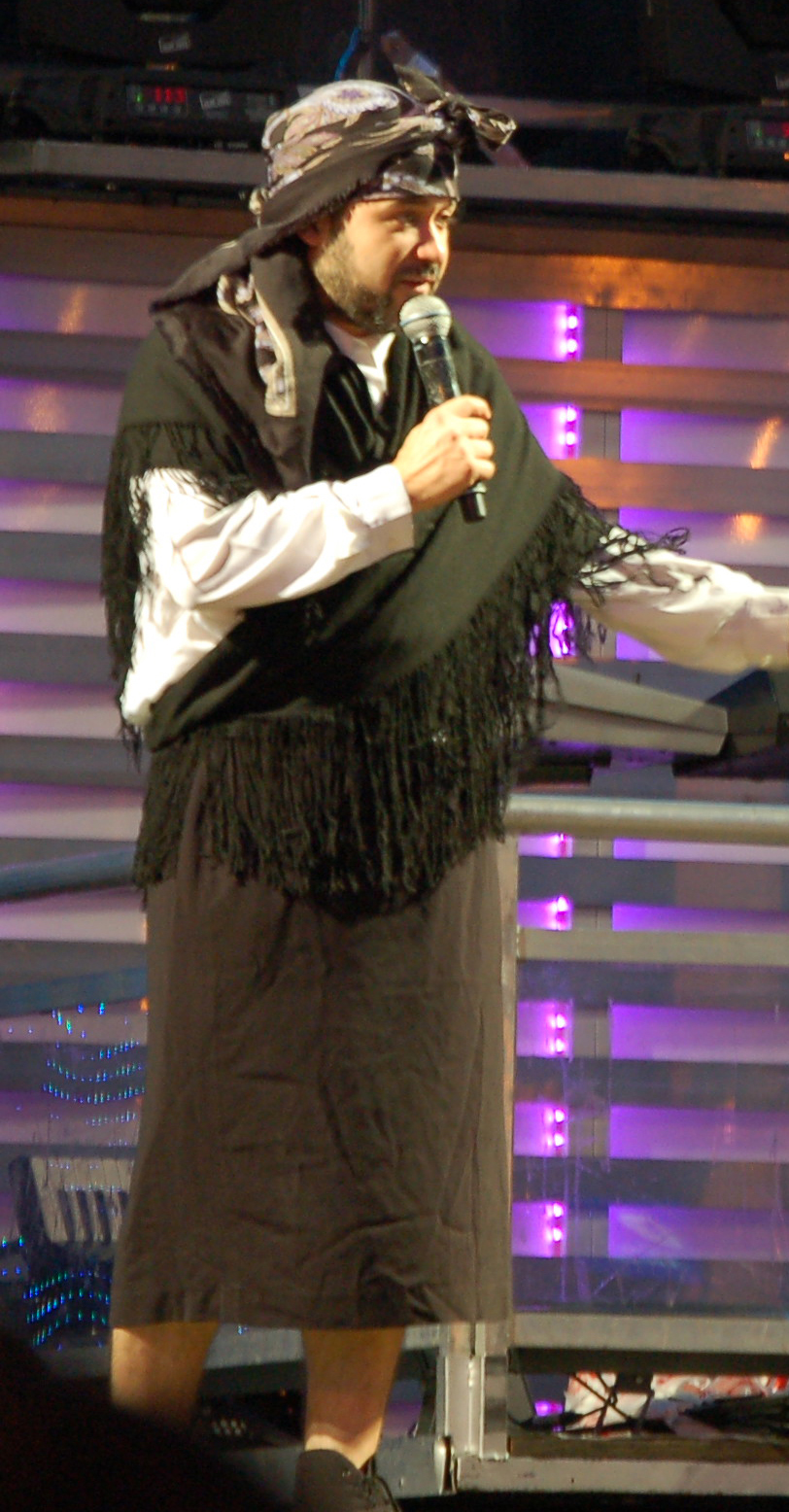
Marcos Pereiro
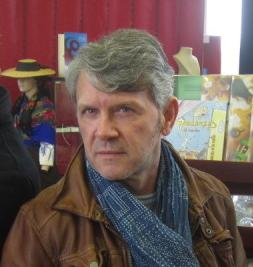
Luís Iglesia
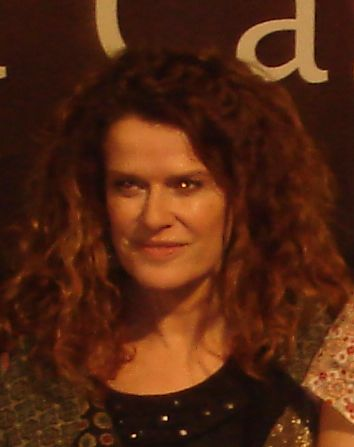
Belén Constenla
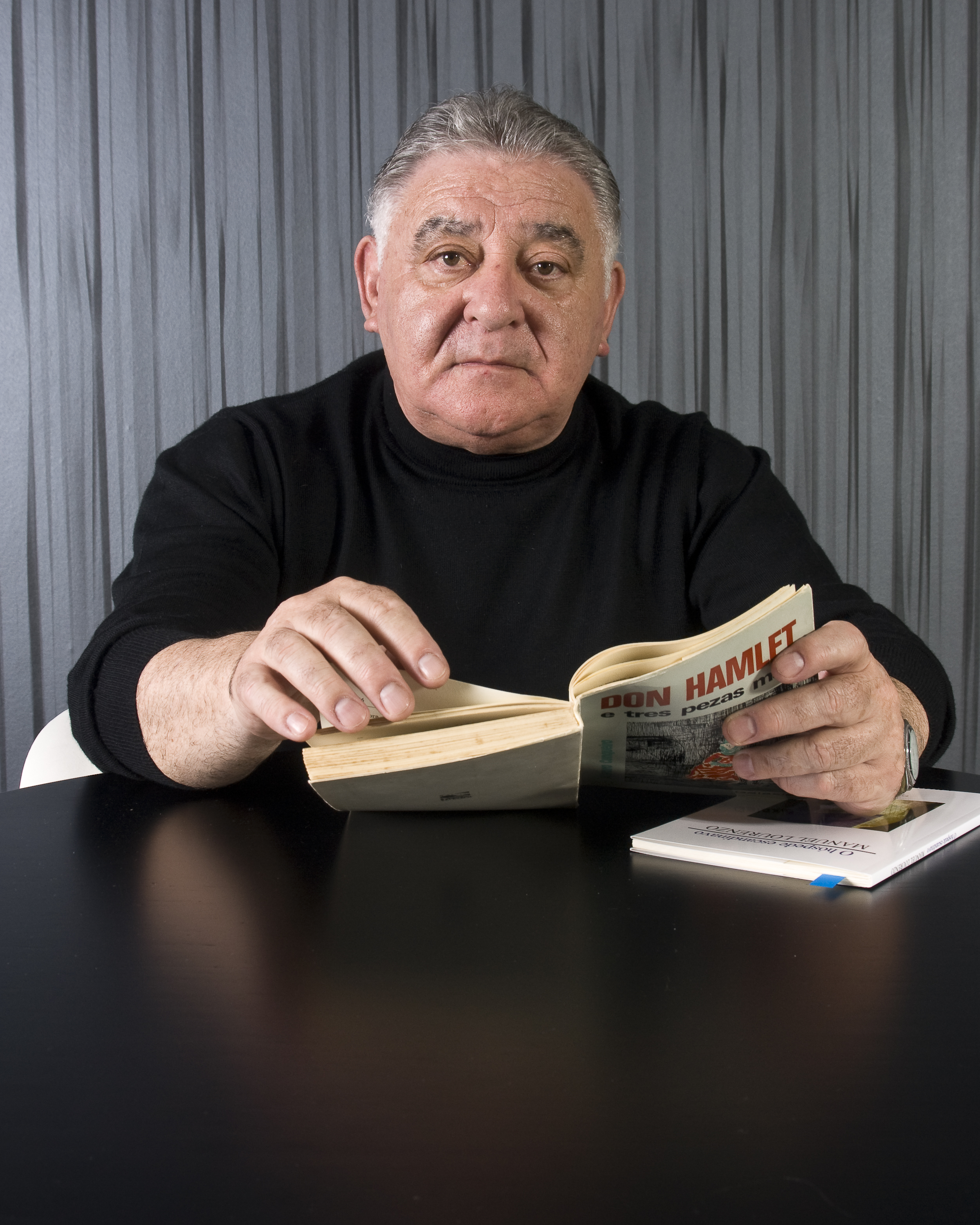
Manuel Lourenzo

## Nominacions i premis
- 2012: estival Internacional de Cinema per la Pau, la Inspiració i la Igualtat (Jakarta, Indonèsia). Premi a l'excel·lència.
- 2012: Festival Internacional de Cinema de Nova York. Millor fotografia i millor banda sonora.

Premis Mestre Mateo
| Any        | Categoria                  | Receptor                  | Resultat   |
| ---------- | -------------------------- | ------------------------- | ---------- |
| 11a edició | Millor pel·lícula          | Ignacio Vilar             | Nominada   |
| 11a edició | Millor actriu              | Sabela Arán               | Guanyadora |
| 11a edició | Millor direcció artística  | Guillermo Represa         | Nominat    |
| 11a edició | Millor muntatge            | Juan Carlos Arroyo        | Nominada   |
| 11a edició | Millor música original     | Zeltia Montes             | Nominada   |
| 11a edició | Millor fotografia          | Alberto Díaz “Bertitxi”   | Guanyador  |
| 11a edició | Millor disseny de vestuari | María Fandiño i Mar Fraga | Nominades  |